# ماتامالا دي ألمازان
ماتامالا دي ألمازان هي بلدية تقع في مقاطعة سوريا، في منطقة قشتالة وليون، في إسبانيا. يبلغ عدد سكانها 332 نسمة وذلك حسب (المعهد الوطني للإحصاء) سنة 2017. تبلغ مساحتها 62,99 كم مربع، وترتفع عن سطح البحر 945 متر.

## تطور السكان
في تعداد عام 2010 بلغ عدد سكان البلدية 354 نسمة، منهم 198 رجلا و156 امرأة. 